# کبوتر جنگلی ریوکیو
 کبوتر جنگلی ریوکیو (نام علمی: Columba jouyi) نام یک گونه منقرض‌شده از سرده کبوتر است.